# Edinburgh of the Seven Seas

Stadtplan von Edinburgh

Edinburgh of the Seven Seas, örtlich auch The Settlement genannt, ist der Hauptort und Sitz der Verwaltung der Inselgruppe Tristan da Cunha, eines gleichberechtigten Teils des Britischen Überseegebiets St. Helena, Ascension und Tristan da Cunha. Abgesehen von der südafrikanischen Wetterstation auf Gough Island mit einer kleinen ständigen Besatzung ist Edinburgh die einzige Siedlung der Inselgruppe. Im Dezember 2023 zählte der Ort 259 Einwohner.

## Geographie
Edinburgh of the Seven Seas liegt an der Nordküste der Insel Tristan da Cunha im Südatlantik. Es ist etwa 2800 Kilometer vom afrikanischen Festland (Kapstadt) und 3250 Kilometer vom südamerikanischen Festland (Cabo Frio) entfernt. Da der nächstgelegene bewohnte Ort 2429 Kilometer entfernt auf St. Helena liegt, wird Edinburgh of the Seven Seas als isolierteste menschliche Ansiedlung der Welt betrachtet.
Das Ortsgebiet hat eine Ausdehnung von etwa 600 Metern. Der südlichste Punkt des Ortes liegt auf einer Höhe von etwa 65 Metern über dem Meer, wobei das Gelände nach Norden zur Küste hin immer weiter abfällt. Nur wenige hundert Meter südlich der Siedlung beginnen die Felswände des Vulkans, dessen höchster Punkt Queen Mary’s Peak (2062 m) in der Mitte der Insel liegt.
Westlich von Edinburgh liegt das Delta des Hottentot Gulch, einer der Erosionsrinnen, die vom Queen Mary’s Peak ausgehend in alle Richtungen zum Meer streben und das Niederschlagswasser abführen. Auf der Insel gibt es zahlreiche solcher Abflüsse.

## Geschichte
Der Ort wurde 1816 von dem schottischen Sergeant William Glass gegründet.
Während einer Weltreise besuchte Prince Alfred, Duke of Edinburgh, am 5. August 1867 die Insel als Kommandant der britischen Fregatte HMS Galatea. Der Name Edinburgh of the Seven Seas leitet sich von diesem Besuch ab.
1889 errichtete die britische Regierung ein jährliches Versorgungsschiff, welches allerdings während des Zweiten Burenkrieges und des Ersten Weltkrieges nicht fuhr. Die Zeit des Ersten Weltkrieges war die isolierteste Phase der Siedlung, sie erhielt keine neue Post währenddessen, und die Bewohner mussten neue Methoden der Selbstversorgung entwickeln. 1942 wurde eine Marinestation zur U-Boot- und Wetterbeobachtung eingerichtet. Unter dem Kommando von Surgeon Lieutenant Commander Woolley wurde eine Schule, ein Krankenhaus und ein Laden errichtet. Außerdem erhielt die Siedlung fließendes Wasser und ein Abwassersystem. Es begann auch die Fischerei von Langusten und Hummer, wofür 1949 eine Konservenfabrik auf der Insel erbaut wurde.
Aufgrund einer Eruption des Queen Mary’s Peak und damit einhergehenden Erdrutsche kam es im Oktober 1961 zu einer vorübergehenden Evakuierung aller Einwohner der Insel nach Calshot in England. Anfang 1962 besichtigte eine Expedition der Royal Society die Inseln und berichtete, dass außer der zerstörten Fabrik keine größeren Schäden aufgetreten waren. Nachdem zwei kleinere Gruppen bereits auf die Insel zurückgekehrt waren, erreichte die Hauptgruppe die Insel im November 1963.

## Bevölkerung und Kultur

### Bevölkerung
Edinburgh of the Seven Seas hat eine dauerhafte Bevölkerung von 259 Einwohnern (Stand Dezember 2023). Im Ort gibt es etwa 80 Familien, aber nur 10 Familiennamen. Die Familien Glass, Swain, Rogers, Green, Hagan, Repetto und Lavarello sind historischen Ursprungs und wurden bis 1893 durch verschiedene Siedler auf die Insel gebracht. Die anderen Namen kamen später hinzu.

### Bildung
In Edinburgh leben derzeit etwa 30 Schüler im Alter von 3 bis 16 Jahren, die alle die St. Mary’s School , die einzige Schule im Ort, besuchen. Das aktuelle Schulgebäude wurde 1975 eröffnet und verfügt über fünf Klassenzimmer, zwei Fachräume, eine Schulküche und eine Aula. An der Schule gibt es vier Klassen, die nach Alter eingeteilt sind.

## Wirtschaft und Infrastruktur

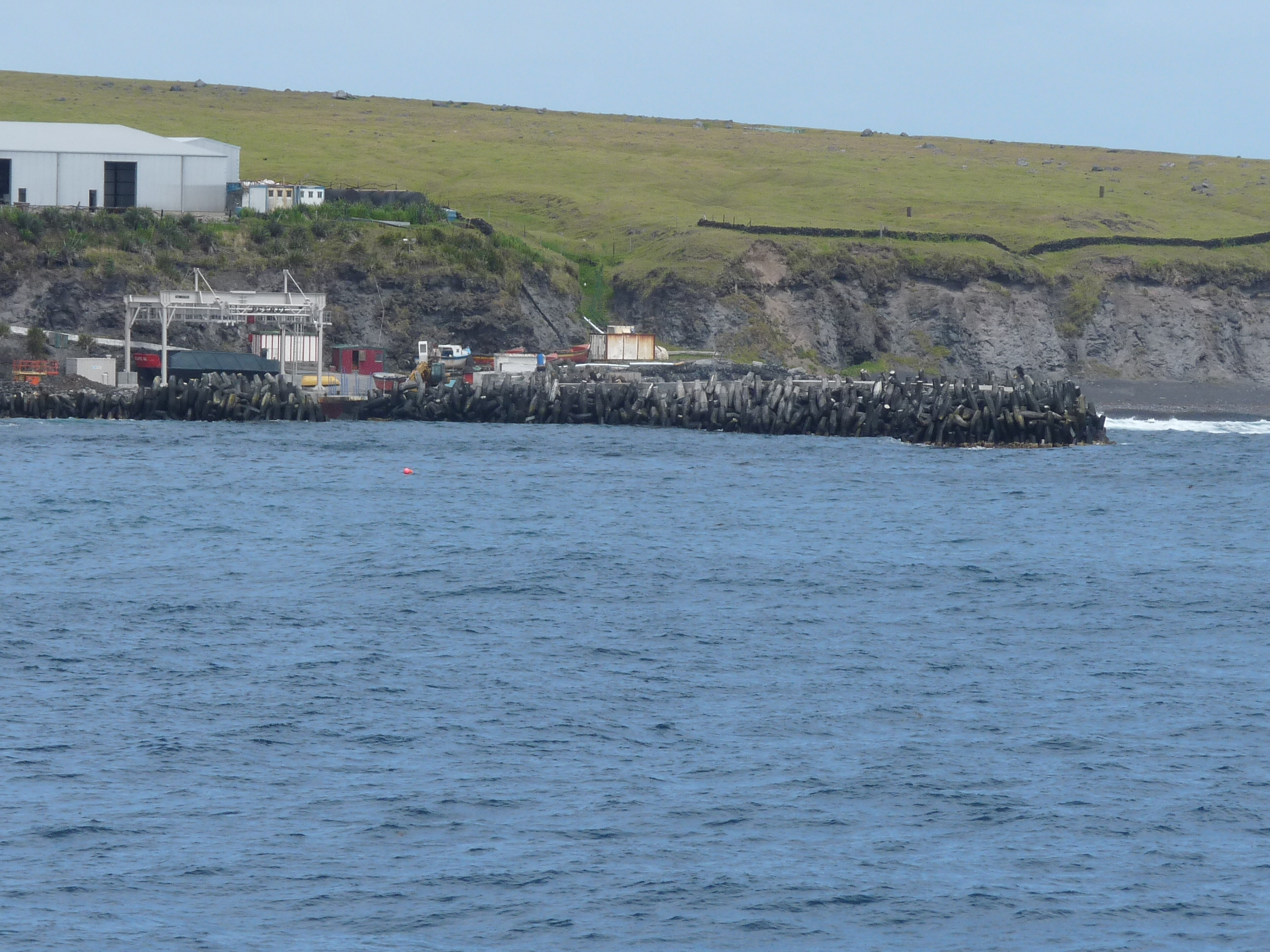
Calshot Harbour, links oben sieht man einen Teil der Langustenfabrik

Die einzige Verbindung Edinburghs mit der Außenwelt stellt mit Calshot Harbour der Hafen dar. Oberhalb des Hafens liegt die Langustenfabrik, sie ist der größte Arbeitgeber in Edinburgh. Mit dem Camogli-Gesundheitszentrum verfügt die Insel über eine eigene medizinische Einrichtung.

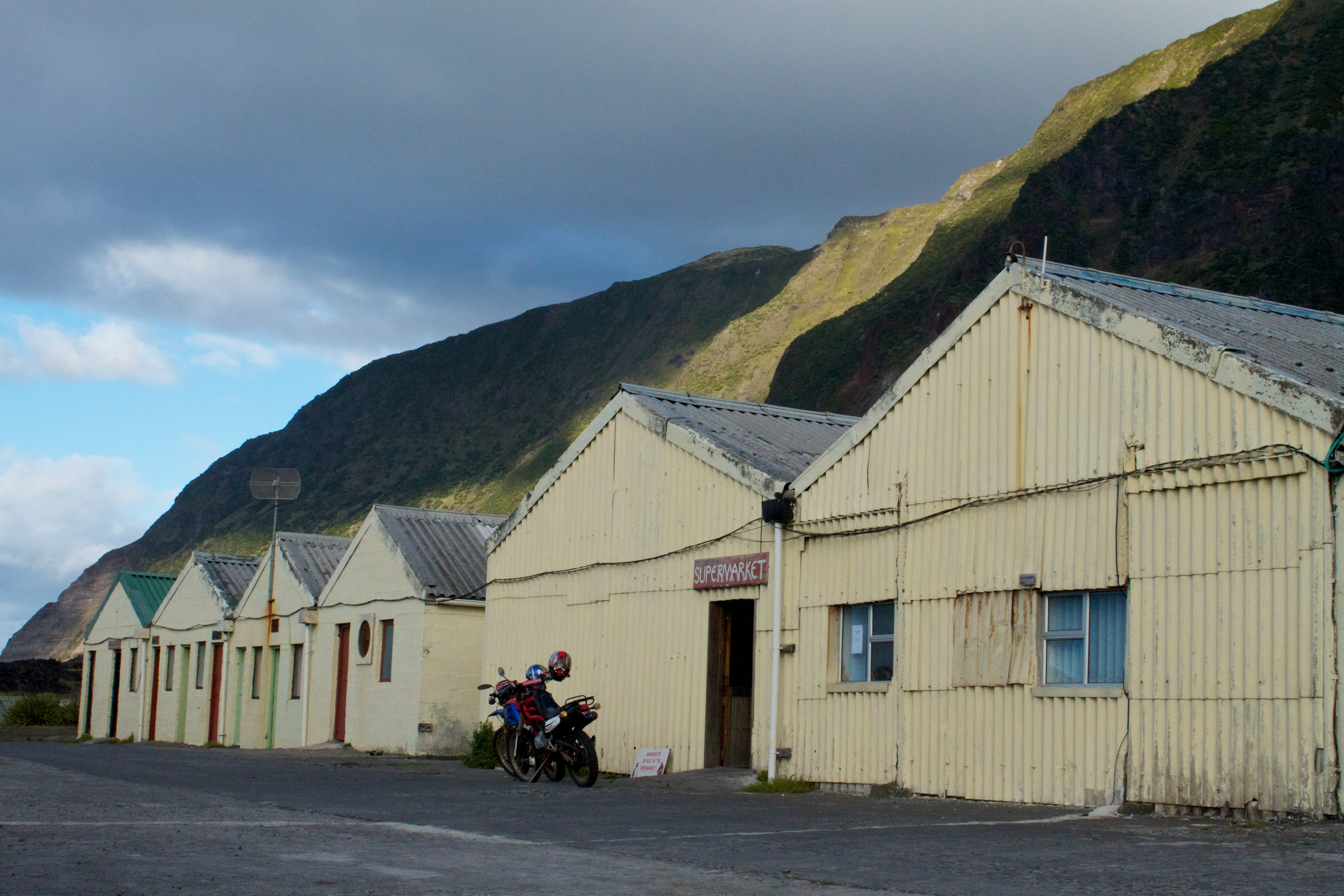
Tristan’s Island Supermarket

Der Tristan’s Island Store or Supermarket (deutsch Tristans Inselladen oder Supermarkt), bekannt als The Canteen, bietet wichtige Produkte als Ergänzung zu lokal produzierten Lebensmitteln und Wollwaren. Waren müssen Monate vor der Ankunft der ankommenden Schiffe bestellt werden. Seit 2021 ist der Bau eines neuen Supermarktgebäudes geplant.

## Sehenswürdigkeiten

### Kirchen

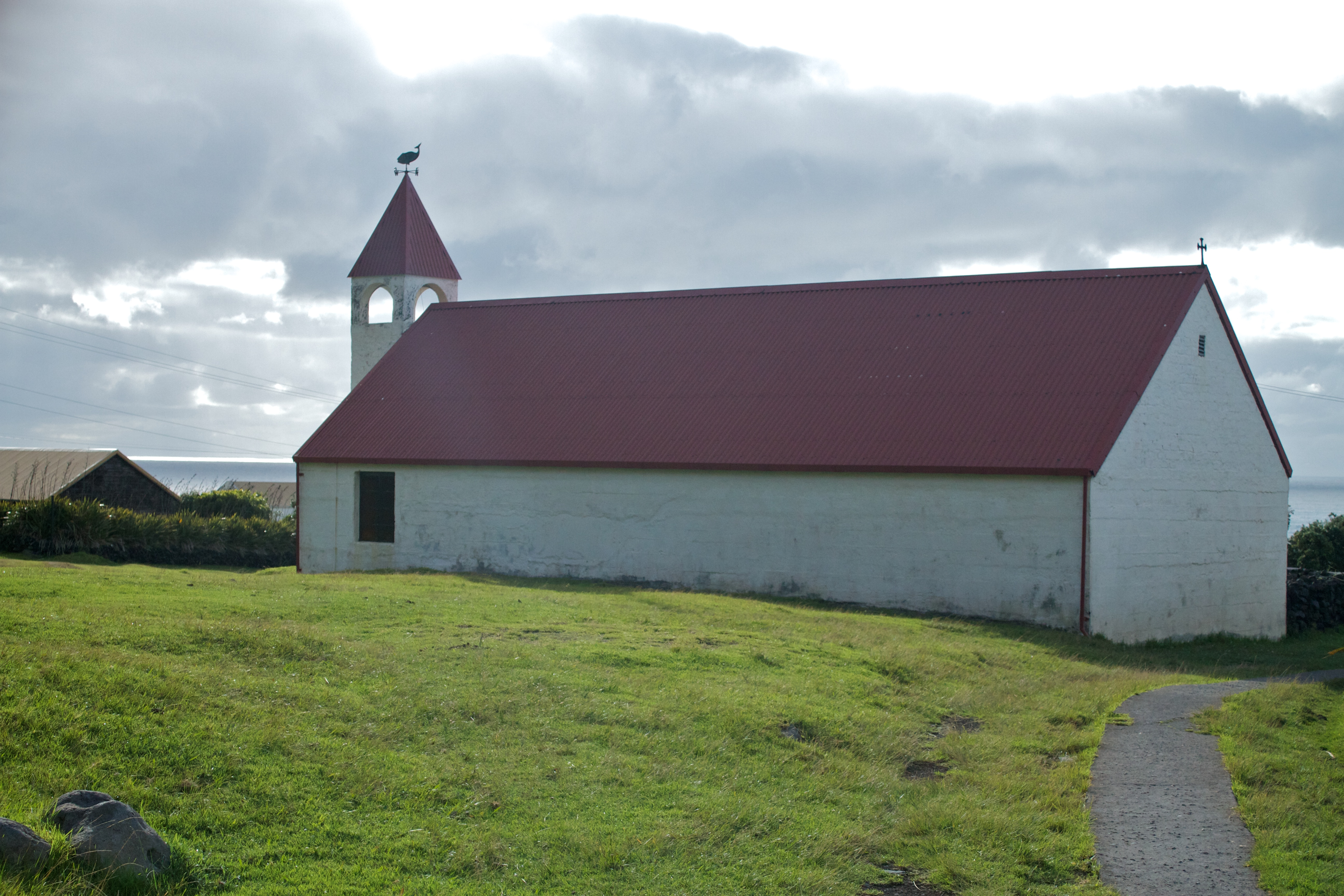
St Joseph’s (2012)

In Edinburgh existieren eine anglikanische und eine römisch-katholische Kirche. Die anglikanische Kirche St. Mary’s Church  der Diözese Kapstadt der Anglican Church of Southern Africa wurde im Juli 1923 eröffnet. Zuvor wurden die Gottesdienste in den Häusern einzelner Inselbewohner abgehalten. Die Glocke der Kirche und die Holzverkleidung im Inneren wurden einem Schiffswrack entnommen. Außerdem ist die Kirche mit einer Orgel ausgestattet und teilweise von einer niedrigen Mauer aus Vulkangestein umgeben. 1990/91 wurde die Kirche erweitert und modernisiert, die Erweiterung der Sakristei wurde 2002 abgeschlossen.
Die römisch-katholische Kirche St. Joseph’s Church der Mission sui juris St. Helena, Ascension und Tristan da Cunha wurde 1995/96 erbaut und ersetzt eine 1983 am selben Platz erbaute kleinere Kirche. Die römisch-katholische Ausprägung des Christentums wurde Anfang des 20. Jahrhunderts von zwei irischen Schwestern nach Tristan da Cunha gebracht.
Es gibt einen in zwei Teile geteilten Friedhof, der im Nordosten des Ortes, nahe der St. Mary’s School, liegt.

### Tristan Post Office and Tourism Centre
Das 2009 eröffnete Tristan Post Office and Tourism Centre (deutsch Tristan Postamt und Tourismuszentrum)  befindet sich auf dem Gelände eines der ehemaligen Station Houses, die früher für britische Einwandererfamilien vorgesehen waren. Solche Station Houses wurden in Großbritannien gebaut und in einzelnen Teilen nach Tristan da Cunha geschifft, um sie dort auf einem Betonfundament aufzubauen. Das Tristan Post Office and Tourism Centre bietet unter einem Dach das Postamt, das Tristan Island Museum, das Café da Cunha und den Kunsthandwerks- und Souvenirladen. Das Zentrum ist Ausgangspunkt für geführte Touren und Ausgangspunkt für Kreuzfahrtpassagiere.

#### Tristan da Cunha Post Office
Im Tristan da Cunha Post Office (deutsch Tristan da Cunha Postamt) werden mehrere Tausend Briefe pro Jahr bearbeitet. Post wird ausschließlich durch ein Schiff auf die Insel gebracht, nach dessen Ankunft sie im Postamt sortiert und anschließend in der Prince Philip Hall den Empfängern übergeben wird. Bei Touristen ist das Postamt hauptsächlich für die Briefmarken Tristan da Cunhas, die hier erworben werden können, bekannt. Sie sind unter Philatelisten aufgrund ihrer Seltenheit begehrt und gehören auf der Insel zu den wichtigsten Einnahmequellen im Tourismussektor. Angestellte des Postamts bieten die Briefmarken auf Schiffen an, wenn diese vor Edinburgh Halt machen und die Passagiere nicht an Land gehen können.

#### Tristan Island Museum
Das Tristan Island Museum zeigt viele Ausstellungsstücke, die die Geschichte der Insel dokumentieren.

#### Handicraft and Souvenir Shop
Der Handicraft and Souvenir Shop (deutsch Kunsthandwerks- und Souvenirladen) ist ein Handwerksladen, der verschiedene von den Inselbewohnern hergestellte Gegenstände sowie Souvenirs verkauft.

#### Café da Cunha
Bis März 2013 war das Café da Cunha als „The Coffee Shop“ bekannt. Seit seiner Eröffnung im Jahr 2010 werden Tee und andere Erfrischungen verkauft, darunter Krebsbrötchen und warme Mahlzeiten. Hier werden außerdem Veranstaltungen wie Ruhestandsfeiern oder Empfänge abgehalten.

### Weitere Sehenswürdigkeiten
Seit 2012 gibt es mit dem Strohdachhaus-Museum ein weiteres Museum in dem kleinen Ort.
Die in der Ortsmitte gelegene Mehrzweckhalle Prince Philip Hall  ist einer der wichtigsten Treffpunkte des Ortes und wird auch bei Festen für Tanzveranstaltungen genutzt. Im östlichen Teil der Halle befindet sich die Albatross Bar, der einzige Pub des Ortes. Die Halle musste 2005, nachdem sie bei einem Orkan im Jahr 2001 erheblich beschädigt worden war, saniert werden. Dabei wurden das Dach erneuert und die Fassade weiß gestrichen. Sie wurde am 18. September 2005 mit einer Tanzveranstaltung wiedereröffnet. Gegenüber der Prince Philip Hall befindet sich das Freibad des Ortes.

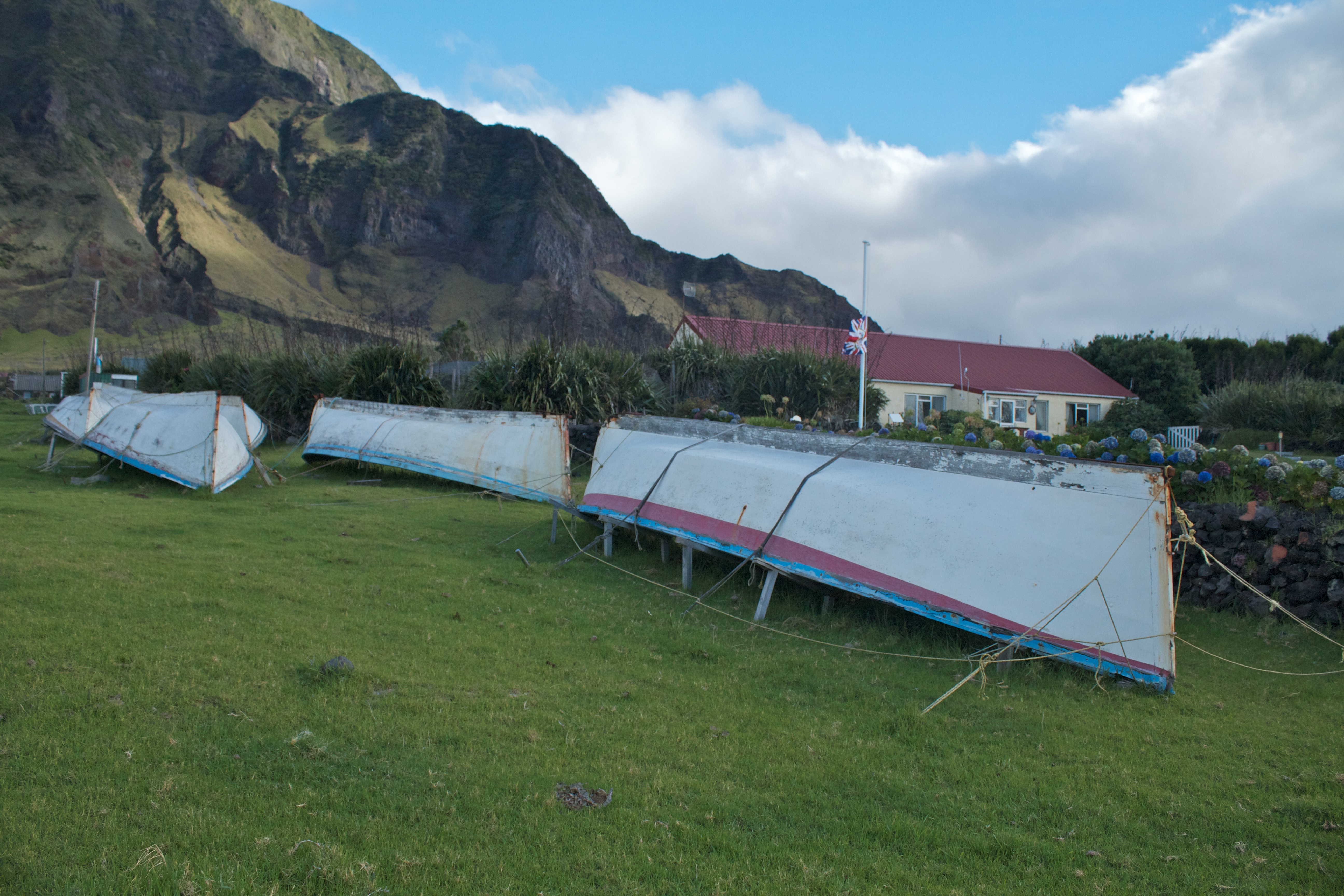
Langboote vor der Residenz des Administrators

Das Government Building (deutsch Regierungsgebäude) , auch Whitehall bzw. H'admin Building genannt, ist der Sitz des Inselrats von Tristan da Cunha. Es ist das einzige 2-stöckige Gebäude auf der Insel (die untere Etage beherbergt das Internet-Café) und im Gebäude befinden sich das Büro des Administrators, das Finanzministerium, Verwaltungsbüros und die Ratskammer, in der die Ratssitzungen stattfinden. The Residency (deutsch Die Residenz)  ist das Zuhause des ansässigen Administrators, das oft verwendet wird, um Empfänge zu verschiedenen besonderen Anlässen zu veranstalten.